# 4993 Cossard
A 4993 Cossard (ideiglenes jelöléssel 1983 GR) a Naprendszer kisbolygóövében található aszteroida. Henri Debehogne,  Giovanni de Sanctis fedezte fel 1983. április 11-én.